# Työsaari (ö i Södra Karelen, Villmanstrand, lat 61,19, long 28,04)
Työsaari är en ö i Finland. Den ligger i sjön Saimen och i kommunen Taipalsaari i den ekonomiska regionen  Villmanstrands ekonomiska region  och landskapet Södra Karelen, i den södra delen av landet, 200 km nordost om huvudstaden Helsingfors. Öns area är 5,2 hektar och dess största längd är 370 meter i nord-sydlig riktning.